# Bahnstrecke Züssow–Wolgast Hafen
| |                                                                     |                                 |                                 |
| Streckennummer: | 6772                                                                |                                 |                                 |
| Kursbuchstrecke (DB): | 193                                                                 |                                 |                                 |
| Kursbuchstrecke: | 109b (1934) 122b (1946) 125b (Wolgast Reichsb – Wolgast Hafen 1946) |                                 |                                 |
| Streckenlänge: | 20,2 km                                                             |                                 |                                 |
| Spurweite: | 1435 mm (Normalspur)                                                |                                 |                                 |
| Streckenklasse: | C4                                                                  |                                 |                                 |
| Streckengeschwindigkeit: | 100 km/h                                                            |                                 |                                 |
| |                                                                     |                                 |                                 |
| \| \| \| von Stralsund \| \| \| \| 191,900 \| Züssow \| Züssow \| \| \| \| nach Pasewalk \| \| \| \| 192,954 \| Infrastrukturgrenze DB Netz/UBB \| Infrastrukturgrenze DB Netz/UBB \| \| \| \| B 109 \| \| \| \| 196,880 \| Karlsburg \| Karlsburg \| \| \| 202,130 \| Buddenhagen \| Buddenhagen \| \| \| \| nach Anklam \| \| \| \| 206,440 \| Hohendorf \| Hohendorf \| \| \| 209,750 \| Wolgast \| Wolgast \| \| \| 210,977 \| Wolgast Hafen ehem. Bf \| Wolgast Hafen ehem. Bf \| \| \| \| nach Kröslin \| \| \| \| 211,060 244,211 \| Peenebrücke Wolgast, Peenestrom \| Peenebrücke Wolgast, Peenestrom \| \| \| 243,530 \| Wolgaster Fähre ehem. Bf \| Wolgaster Fähre ehem. Bf \| \| \| \| nach Heringsdorf \| \| |                                                                     |                                 |                                 |
| Strecke |                                                                     | von Stralsund                   | von Stralsund                   |
| Bahnhof | 191,900                                                             | Züssow                          | Züssow                          |
| Abzweig geradeaus und nach rechts |                                                                     | nach Pasewalk                   | nach Pasewalk                   |
| Wechsel des Eisenbahninfrastrukturunternehmens | 192,954                                                             | Infrastrukturgrenze DB Netz/UBB | Infrastrukturgrenze DB Netz/UBB |
| Bahnübergang |                                                                     | B 109                           | B 109                           |
| Haltepunkt / Haltestelle | 196,880                                                             | Karlsburg                       | Karlsburg                       |
| Bahnhof | 202,130                                                             | Buddenhagen                     | Buddenhagen                     |
| Abzweig geradeaus und ehemals nach rechts |                                                                     | nach Anklam                     | nach Anklam                     |
| Haltepunkt / Haltestelle | 206,440                                                             | Hohendorf                       | Hohendorf                       |
| Bahnhof | 209,750                                                             | Wolgast                         | Wolgast                         |
| Haltepunkt / Haltestelle | 210,977                                                             | Wolgast Hafen ehem. Bf          | Wolgast Hafen ehem. Bf          |
| Abzweig geradeaus und ehemals nach links |                                                                     | nach Kröslin                    | nach Kröslin                    |
| Brücke über Wasserlauf | 211,060 244,211                                                     | Peenebrücke Wolgast, Peenestrom | Peenebrücke Wolgast, Peenestrom |
| Haltepunkt / Haltestelle | 243,530                                                             | Wolgaster Fähre ehem. Bf        | Wolgaster Fähre ehem. Bf        |
| Strecke |                                                                     | nach Heringsdorf                | nach Heringsdorf                |

Die Bahnstrecke Züssow–Wolgast Hafen ist eine eingleisige, nicht elektrifizierte Nebenbahn im Nordosten des Landes Mecklenburg-Vorpommern. Sie zweigt bei Züssow von der Hauptbahn Berlin–Stralsund ab und führt in nordöstlicher Richtung zur Insel Usedom. In Wolgast endete die Bahn bis 2000 am Peenehafen; seitdem führt sie in die Strecke nach Heringsdorf übergehend über den Peenestrom auf die Insel.
Eigentümer ist die Usedomer Bäderbahn. Auf der Strecke verkehrt DB Regio Nordost mit Triebwagen der Baureihe 646 zwischen Świnoujście (Swinemünde) und Stralsund. In Züssow besteht Anschluss an Intercity- beziehungsweise Regionalexpresszüge nach Berlin und an den Regionalexpress nach Stralsund.

## Betrieb und Geschichte

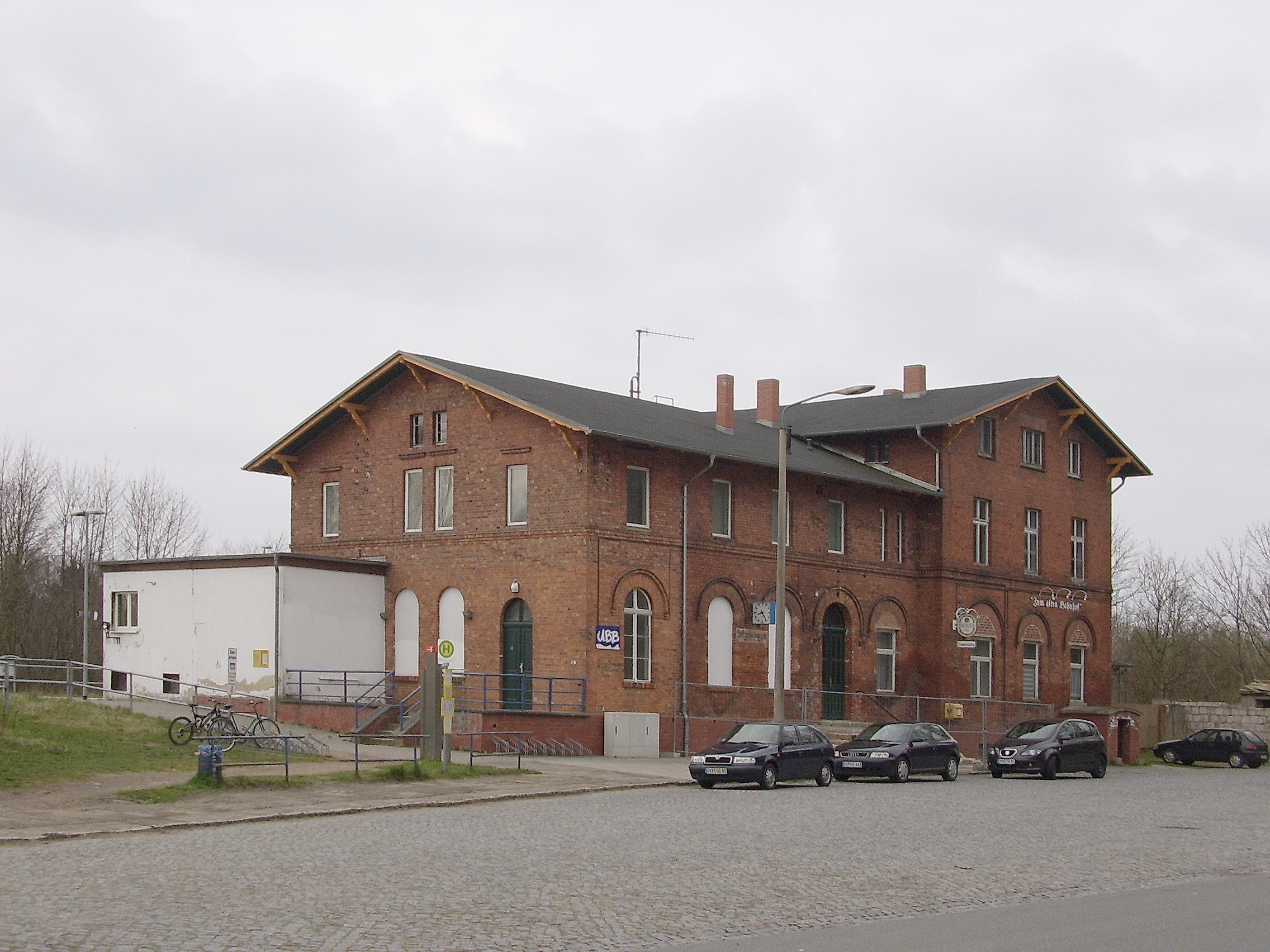
Bahnhof Wolgast

Die Strecke wurde am 1. November 1863 als eine der ersten Eisenbahnstrecken Vorpommerns zusammen mit dem Abschnitt Anklam–Stralsund der Angermünde-Stralsunder Eisenbahn eröffnet. Betreiber und Eigentümer beider Verbindungen war die Berlin-Stettiner Eisenbahn-Gesellschaft (BStE), die 1880 in den Preußischen Staatseisenbahnen aufging.
Die rund 20 Kilometer lange Strecke zweigt in Züssow von der Hauptbahn ab. Obwohl sie in Richtung Süden abzweigt, ist die Strecke durchgehend von Berlin aus kilometriert, wie es seinerzeit für die meisten von der Hauptstrecke der BStE abzweigenden Strecken üblich war.
Die Bahn war bis 1876 der einzige Schienenweg in Richtung Usedom. Nach der Eröffnung der Strecke von Ducherow nach Swinemünde (heute Świnoujście) verlagerte sich der Verkehr aus Berlin auf die neue Strecke. Dennoch kam es im beginnenden 20. Jahrhundert zu einem regen Ausflugsverkehr, der mit fünf Zugpaaren täglich abgewickelt wurde. Ab 1896 bis 1927 verband eine Stichstrecke der Anklam-Lassaner Kleinbahn mit 600 mm Spurweite den Bahnhof Buddenhagen direkt mit Anklam, die vornehmlich dem Gütertransport diente. 1898 wurden die Anlagen in Wolgast erweitert und ein Abzweig nach Kröslin eingerichtet. Für den Fischtransport vom  Krösliner Hafen wurde die acht Kilometer lange Strecke als vierschieniges Gleis zusammen mit der 750 Millimeter Schmalspurstrecke der Kleinbahn-Gesellschaft Greifswald-Wolgast eingerichtet. Ferner existierte in Karlsburg zwischenzeitlich eine Feldbahn zwischen Gutshof und  Haltepunkt.
Nach der Sprengung der Karniner Hubbrücke im April 1945 und der darauffolgenden Stilllegung der Swinemünder Strecke wurde die Wolgaster Strecke wiederum der einzige Schienenweg zur Insel. Dementsprechend nahm auch der Verkehr auf der Bahn zu.
Die Schmalspurbahn nach Greifswald wurde nach dem Krieg  zu Reparationszwecken stillgelegt, das normalspurige Gleis nach Kröslin blieb allerdings für den Personen- und Güterverkehr erhalten, der 1963 beziehungsweise 1965 endete. In Wolgast wurden bis zur Wende noch Fahrten zu einem Gewerbegebiet im Norden der Stadt durchgeführt.
Die Fahrgäste mussten mangels einer durchgehenden Schienenverbindung in Wolgast umsteigen und zu Fuß auf die Insel gelangen, von wo sie die Inselbahn weiter nach Heringsdorf brachte. Lediglich einige Kurswagen von Sonderzügen, aber vor allem Güterwagen wurden per Eisenbahnfähre direkt zur Insel befördert. Dieser Verkehr endete erst Ende der 1980er Jahre, als das Fährschiff Stralsund aus technischen Gründen abgestellt werden musste.
Bis 1989 erfolgte die Elektrifizierung der Strecke mit einer Einfachfahrleitung. Zum Einsatz kamen nun Doppelstockwagen, die von E-Loks der Baureihen 242 und 243 gezogen wurden. Zusätzlich verkehrten nur in der Sommersaison fünf D-Zugpaare von Wolgast Hafen in Richtung Berlin und weiter nach Leipzig, Zwickau oder Karl-Marx-Stadt (Chemnitz).
1999 übergab die Deutsche Bahn AG die Strecke an ihre 100-prozentige Tochterfirma, die Usedomer Bäderbahn (UBB), die den Ausbau der Strecke in Angriff nahm. Ein Jahr später erfolgte die Anbindung der Bahn an die Inselstrecke über die neu errichtete Peenebrücke Wolgast, womit erstmals wieder ein durchgehender Verkehr zum Festland und somit nach Berlin oder Stralsund möglich wurde. Im gleichen Jahr begann auch der Einsatz von Triebwagen der Baureihe 646, die im Stundentakt, von Wolgast nach Świnoujście im Sommer im Halbstundentakt, verkehren. Die Sanierung der Strecke wurde im Jahr 2004 abgeschlossen. Seitdem beträgt die maximale Höchstgeschwindigkeit 100 km/h. Beim Ausbau entfernte die UBB die Oberleitungen, da der Einsatz von elektrischen Triebwagen oder Lokomotiven nicht mehr vorgesehen ist.